# Kommawortelmot
De kommawortelmot (Dichrorampha petiverella), is een vlinder uit de familie Tortricidae (bladrollers). De spanwijdte van de vlinder bedraagt tussen de 10 en 13 millimeter. De soort overwintert als rups. De vlinder komt verspreid over het Palearctisch gebied voor.

## Waardplanten
De kommawortelmot heeft duizendblad en boerenwormkruid als waardplanten.

## Voorkomen in Nederland en België
De kommawortelmot is in Nederland en in België een algemene soort, die verspreid over het hele gebied kan worden gezien. De soort vliegt van april, maar voornamelijk vanaf eind mei, tot augustus.